# Цензура в России во время вторжения на Украину
Во время вторжения на Украину в 2022 году в России была усилена цензура.
24 февраля 2022 года Роскомнадзор потребовал от СМИ и других информационных ресурсов при описании военных событий на Украине использовать только информацию из официальных российских источников. Называть вторжение и войну «вторжением» и «войной» запрещено, а разрешённый термин — «специальная военная операция». За «распространение заведомо ложной информации» СМИ блокируют и штрафуют на суммы до 5 млн рублей.
Всего, по данным Роскомсвободы на 8 февраля 2023 года, количество заблокированных сайтов превышало 10 000. Известны также случаи постановки на профилактический учёт несовершеннолетних за «дискредитацию» армии. 8 июля 2022 года по статье 207.3 УК РФ («распространение заведомо ложной информации о действиях Вооружённых сил РФ») был осуждён на 7 лет лишения свободы муниципальный депутат Алексей Горинов. Позже на большие или меньшие сроки по этой статье осудили ещё ряд людей.

## Объявление требований
В связи с российским вторжением на Украину 24 февраля 2022 года Федеральная служба по надзору в сфере связи, информационных технологий и массовых коммуникаций (Роскомнадзор) выступила с официальным требованием к СМИ и информационным ресурсам при размещении публикаций, касающихся освещения текущих военных событий на Украине, «использовать информацию и данные, полученные ими только из официальных российских источников». Сетевое издание «Медиазона» отметило, что за «распространение заведомо ложной информации» на основании статьи 13.15 КоАП ведомство будет наказывать СМИ блокировкой и штрафами в размере до 5 млн ₽. В этот же день редакция сетевого издания «Проспект мира» заявила, что получила требование удалить новостное сообщение «СМИ сообщают о взрывах в городах и столице Украины», представлявшее подборку видеосюжетов о военных действиях со ссылками на CNN, РИА Новости и российские телеграм-каналы, которую ведомство сочло содержащей «ложные сообщения об актах терроризма» и «недостоверную общественно значимую информацию».
Власти России обратились к компании Meta, которой принадлежит Facebook, с требованием «остановить независимую проверку фактов и маркировку контента», публикуемого российскими СМИ в социальной сети, но компания, по словам её вице-президента, отказалась, после чего Роскомнадзор «частично ограничил доступ» к социальной сети Facebook. Роскомнадзор требовал отменить ограничения в отношении сразу нескольких российских СМИ, в том числе государственного агентства «РИА Новости», телеканала министерства обороны «Звезда», «Ленты.ру» и «Газеты.ру», а также объяснить причину ограничений.

## Ограничение доступа
26 февраля в соответствии с требованием Генеральной прокуратуры РФ Роскомнадзор направил уведомления ряду СМИ с требованием ограничить доступ к «недостоверной информации» о жертвах среди гражданских лиц. Роскомнадзор заблокировал сайты множества украинских и российских СМИ: «Настоящее время», «Тайга.инфо», изданий «Крым.Реалии», New Times, «Интерфакс-Украина», «Гордон», журнал «Корреспондент», «Украинская правда», «DOXA», «Дождь», «Эхо Москвы» (которое также было отключено от эфира), «The Village». Украинские телепередачи «Орёл и решка» и «Мир наизнанку» перестали показывать по российскому телевидению.
Вскоре часть сотрудников телеканала «Дождь» из-за поступающих угроз покинула Россию, а радиостанция «Эхо Москвы» 3 марта была ликвидирована решением совета директоров. 3 марта 2022 года коллектив телеканала «Дождь» принял решение «о временной приостановке работы канала».
2 марта о снятии всех «разговорных» передач сообщила радиостанция «Серебряный дождь». В Telegram-канале радиостанции размещён баннер «Говорить не можем. Врать не хотим».
4 марта прекратили работу интернет-издания Znak.com и ТВ2. The Village после блокировки сайта работает из Варшавы. Ссылаясь на невозможность продолжать нормальное функционирование, объявило о приостановке работы на территории России издание Bloomberg.
4 марта по решению Генеральной прокуратуры России от 24 февраля был ограничен доступ к сайтам интернет-издания Meduza, «Радио Свобода», Би-би-си, «Голос Америки», Deutsche Welle, ТВ2, социальных сетей Facebook и Twitter, магазинов приложений App Store и Google Play. Блокировке Meduza предшествовало обращение председателя комитета Государственной думы по молодёжной политике Артёма Метелева. Блокировку Facebook ведомство объяснило в качестве ответной меры за блокировку социальной сетью аккаунтов телеканалов «Звезда» и Russia Today, информационного агентства РИА Новости, радиостанции Sputnik, сетевых изданий Газета.ру и Лента.ру. В тот же день прекратило работу сетевое издание Znak.com, а The Village после блокировки сайта закрыло офис в Москве и работает из Варшавы.
В связи с принятием Федерального закона «О внесении изменений в Уголовный кодекс Российской Федерации и статьи 31 и 151 Уголовно-процессуального кодекса Российской Федерации» сетевое издание The Bell решило «полностью прекратить освещение» вторжения, а «Новая газета» продолжит работу, но сообщила, что изменит свою редакционную повестку и удалит «многие материалы». 5 марта 2022 в связи в связи с принятием федерального закона об уголовной ответственности за фейки о Вооружённых силах РФ редакция Colta.ru объявила о временном прекращении работы. Также изменения в редакционную политику внесло сетевое издание Тайга.инфо.
Телеканалы Bloomberg, CNN и «Радио Свобода» в связи с принятием закона прекратили вещание в России.
6 марта 2022 года «Радио Свобода» прекратило свою деятельность в России. Также Роскомнадзор заблокировал сайты изданий «Медиазона», Republic, «7x7», «Собеседник», «Сноб» и некоторых других изданий и ограничил доступ к приложению Zello.
11 марта стало известно, что Роскомнадзор по требованию Генеральной прокуратуры заблокировал сайты объединения наблюдателей «Голос», движения «За права человека» и отделения Amnesty International в Восточной Европе и Центральной Азии. В тот же день стало известно, что компания Meta Platforms, владеющая сервисами Facebook, Instagram, WhatsApp, изменила свою политику борьбы с языком ненависти, временно разрешив призывы к насилию в отношении российской армии для пользователей на территории Армении, Азербайджана, Эстонии, Грузии, Венгрии, Латвии, Литвы, Польши, Румынии, России, Словакии и Украины в «контексте военных действий». В ответ Генеральная прокуратура РФ потребовала заблокировать Инстаграм на территории России, а компанию Meta Platforms — признать экстремистской организацией. В свою очередь Следственный комитет России возбудил уголовное дело «в связи с незаконными призывами к насилию и убийствам в отношении граждан РФ со стороны сотрудников американской компании Meta, владеющей социальными сетями Facebook и Instagram», отметив, что это было вызвано заявлением пресс-секретарь Meta Энди Стоун о том, что «временно сделали допустимыми формы политического выражения, которые в обычной ситуации нарушали бы правила [компании], в том числе риторику с жестокостью», в том числе и угрозы в адрес российских военных, добавил при этом, что призывы к жестокости в отношении гражданских лиц РФ останутся под запретом. Вечером 11 марта представители Meta Platforms выступили с заявлением о том, что «не потерпят русофобии на своей платформе», уточнив, что изменения правил борьбы с языком ненависти коснутся только пользователей с Украины. Обеспокоенность данным решением компании высказала официальный представитель Управления Верховного комиссара ООН по правам человека Элизабет Троссел, поскольку оно «касается международного законодательства о правах человека и гуманитарного права», и её коллеги «поднимут этот вопрос перед Meta». Reuters, со ссылкой на внутренний документ компании Meta, сообщило, что она вводит ужесточения модерации контента для украинских пользователей, вводя запрет на призывы к представителям власти, глава компании Ник Клегг заявил: «Мы не разрешаем призывы к убийству главы государства. Чтобы устранить любую двусмысленность в отношении нашей позиции, мы ещё больше сужаем наши указания, чтобы чётко указать, что мы не разрешаем призывы к убийству глав государств на наших платформах». Он объяснил это тем, что на Украине быстро меняются события, а компания пытается продумать все последствия, ещё раз подчеркнув, что политика в отношении разжигания ненависти по отношении к россиянам не изменится и компания «выступает против русофобии».
12 марта был заблокирован сайт сетевого издания «Бумага». 13 марта было заблокировано интернет-издание TJ. 16 марта были заблокированы сайты издания «Кавказский узел», белорусского «Еврорадио», израильского Девятого канала, эстонской газеты Postimees, расследовательского проекта Bellingcat и некоторых других СМИ.
21 марта был заблокирован сайт телеканала Euronews. 27 марта заблокирован доступ к сайтам немецкого таблоида Bild и журналиста Александра Невзорова. 28 марта 2022 года редакция «Новой газеты» объявила о приостановке работы до окончания «специальной операции на территории Украины» после второго предупреждения Роскомнадзора.
27 марта 2022 года Роскомнадзор запретил российским СМИ публиковать интервью президента Украины В. Зеленского.
Всего, по данным Роскомсвободы на 9 апреля 2022 года, после начала российского вторжения было заблокировано более 2000 сайтов
13 июля Генпрокуратура заблокировала ещё 23 сайта, среди которых фонд «Свободная Бурятия», Front News Ukraine, польский новостной портал Polska Agencja Prasowa, и другие.
Всего, по данным Роскомсвободы на 14 июля 2022 года, количество заблокированных сайтов составило уже более 5400, а на 8 февраля 2023 года — более 10 000.
В апреле 2024 года был заблокирован сайт «Полит.ру» — одно из старейших общественно-политических интернет-изданий в России. Редакцию обвинили в неоднократном размещении недостоверной общественно значимой информации, однако что конкретно стало причиной блокировки издания — не сообщается.

## Проверка легальности печатной продукции
2 марта сотрудники полиции пришли в редакции газет издательской группы «ВК-Медиа» в Североуральске, Карпинске, Краснотурьинске и Серове сразу, как только печатная продукция прибыла в пункты назначения, и сообщили, что все газеты должны быть переданы им для проверки. Часть тиража пришлось забирать из магазинов, часть вернули водители, которые ещё не успели доехать до пунктов продаж. Изъятие тиража было связано с тем, что на первых полосах газет была опубликована фраза «Это безумие должно быть остановлено!»

## Угрозы ограничения
Роскомнадзор пригрозил «Википедии» блокировкой из‑за статьи «Вторжение России на Украину (с 2022)» и потребовал удалить ряд статей, связанных с российским нападением на Украину. 11 марта в Белоруссии был за «распространение фейковых антироссийских материалов» арестован редактор Википедии Марк Бернштейн.
27 марта Роскомнадзор пригрозил проверкой российским СМИ, взявшим интервью у президента Украины Владимира Зеленского, призвав их отказаться от его публикации. Ранее стало известно, что с Зеленским разговаривали главный редактор телеканала «Дождь» Тихон Дзядко, журналист и писатель Михаил Зыгарь, главный редактор сетевого издания Meduza Иван Колпаков и корреспондент «Коммерсантъ» Владимир Соловьёв. В итоге интервью и его видеозапись были опубликованы, только «Коммерсантъ» полностью проигнорировала событие, хотя и написала про требование Роскомнадзора.

## Поправки в законы
В Государственную думу были внесены поправки в Уголовный кодекс Российской Федерации в виде Федерального закона «О внесении изменений в Уголовный кодекс Российской Федерации и статьи 31 и 151 Уголовно-процессуального кодекса Российской Федерации», предусматривающие наказание в виде лишения свободы за распространение «недостоверных сведений» о действиях Вооружённых сил РФ в военных операциях. Этот закон 4 марта был единогласно принят во втором и третьем чтениях, одобрен Советом Федерации и подписан Президентом России В. В. Путиным. Председатель комитета Государственной думы по безопасности и противодействию коррупции Василий Пискарёв, являющийся соавтором данных новелл, пояснил, что общая часть касается изготовления и распространения так называемых «фейков», и в качестве наказания предусмотрено до трёх лет лишения свободы, а если эта деятельность «осуществляется с использованием служебного положения, в группе или организованной группе лиц, с использованием интернета и других возможностей широкого распространения», то от пяти до 10 лет лишения свободы. При этом учитывается, что «если лицо, распространяющее „фейки“, заведомо знает, что они ложные, и они получили общественно опасные последствия, то тогда наказание — до 15 лет лишения свободы». Пискарёв уточнил, что данные поправки не являются отдельным законопроектом, а лишь вносятся ко второму чтению законопроекта об уголовном наказании для граждан России за исполнение иностранных санкций.
Одновременно с принятием поправок в УК РФ аналогичные поправки были внесены в Кодекс Российской Федерации об административных правонарушениях. Согласно статье КоАП 20.3.3, за действия, «направленные на дискредитацию исполнения госорганами РФ своих полномочий за пределами территории РФ», для граждан РФ предусмотрен штраф от от 30 тыс. до 50 тыс. рублей, для должностных лиц — от 100 тыс. до 200 тыс. рублей, для юридических лиц — от 300 тыс. до 500 тыс. рублей. Размер штрафа увеличивается почти в два раза для каждой категории, если «дискредитирующие» ВС РФ заявления сопровождаются призывами к проведению несанкционированных публичных мероприятий или несут угрозу здоровью граждан, общественному порядку, инфраструктурным объектам и т. п. Второе за год привлечение по данной статье рассматривается уже в рамках Уголовного кодекса.
30 мая 2023 года Конституционный Суд РФ принял 13 практически одинаковых определений, которыми отклонил жалобы граждан на неконституционность статьи 20.3.3 Кодекса об административных правонарушениях о «дискредитации использования Вооружённых Сил». В частности, Конституционный Суд РФ указал, что «Принятые государственными органами Российской Федерации соответствующие решения и меры не могут быть произвольно, исключительно на основе субъективной оценки и восприятия поставлены под сомнение с точки зрения их направленности на защиту интересов Российской Федерации и её граждан, поддержания международного мира и безопасности. Тем более что это означало бы — вопреки прямым и общеобязательным предписаниям Конституции Российской Федерации — отрицание правового характера Российской Федерации, верховенства её Конституции и обязанности соблюдать её предписания, что в силу Конституции Российской Федерации недопустимо… Публичные же действия, в том числе выступления и высказывания, целенаправленно несущие в себе негативную оценку деятельности по защите интересов Российской Федерации и её граждан, поддержанию международного мира и безопасности, могут, особенно с учётом их накопительного эффекта, оказывать негативное воздействие на реализацию соответствующих мер и решений, снижать решительность и эффективность выполнения Вооружёнными Силами Российской Федерации и другими государственными органами поставленных задач, мотивированность военнослужащих и иных непосредственно участвующих в этом лиц и тем самым фактически — даже не преследуя непосредственно именно такой цели — содействовать силам, противостоящим интересам Российской Федерации и её граждан, препятствующим поддержанию международного мира и безопасности».
15 апреля 2025 года в Конституционный Суд Российской Федерации в связи с делом Алексея Горинова была подана жалоба на нарушение статьёй 207-3 УК РФ конституционных прав и свобод граждан. Определением от 29 мая 2025 года Конституционный суд отказал в рассмотрении этой жалобы, указав, что «не ставится этими законоположениями под сомнение и возможность выражать собственное мнение по поводу деятельности Вооруженных Сил Российской Федерации, лиц, им содействующих, и государственных органов Российской Федерации, в том числе указывать на наличие недостатков, если это не сопряжено с умышленным распространением ложных сведений (недостоверной информации)».
22 июля 2025 года Госдума приняла закон о штрафах за поиск в интернете экстремистских материалов. За проголосовали 306 депутатов, против — 67, воздержались 22. Утром 22 июля около здания Госдумы прошёл пикет против этого законопроекта.

## Удаление материалов
В июне 2022 года редакция челябинского регионального сайта 74.RU была вынуждена удалить страницу памяти военнослужащих, погибших в ходе вторжения на Украину. Это решение принято в связи с позицией суда в отношении аналогичного материала на псковском сайте 60.RU, согласно которой список погибших военных на Украине является сведениями, «раскрывающими потери личного состава в военное время, в мирное время в период проведения специальных операций». Суд также указал, что эти данные относятся к государственной тайне, за разглашение которой может грозить уголовная ответственность.

## Аресты
8 июля 2022 года московский муниципальный депутат Алексей Горинов был осуждён по статье 207.3 УК РФ («распространение заведомо ложной информации о действиях Вооружённых сил РФ») на 7 лет лишения свободы, став первым человеком, получившим по ней наказание в виде реального лишения свободы. Вторым стал в октябре 2022 года житель Элисты Алтан Очиров, приговоренный к трём годам лишения свободы. Третьим в декабре 2022 года стал Илья Яшин, который был приговорён к 8,5 годам лишения свободы.
В феврале 2023 года журналистка из Барнаула Мария Пономаренко приговорена к шести годам колонии за пост в телеграм-канале об ударе по драмтеатру в Мариуполе. В марте 2023 года Московский районный суд Петербурга приговорил к 5,5 годам колонии археолога и инвалида III группы Олега Белоусова по делам о военных «фейках» (часть 2 статьи 207.3 УК РФ) и призывах к экстремистской деятельности (часть 2 статьи 280 УК РФ) за следующие комментарии в социальной сети Вконтакте: «Путин предатель номер 1, разворовавший страну и военный преступник. А кто эти убийства начал? Путлер. Русскоязычные города Харьков и Мариуполь можно сносить?». Также в марте 2023 года Конаковский городской суд Тверской области приговорил к реальным срокам заключения семейную пару — Александра Мартынова и Людмилу Разумову. Их признали виновными по статьям о так называемых фейках о российской армии, а также о вандализме — в связи с публикациями в соцсетях и антивоенными надписями, которые они сделали.
Известны также случаи постановки на профилактический учёт несовершеннолетнего за «дискредитацию» армии.

## Культура
Наблюдаются случаи запрета деятельности деятелей культуры, которые осудили российское вторжение. Так, 4 марта 2022 года «Русская медиагруппа» из-за резких высказываний в адрес российских властей приостановила сотрудничество со Светланой Лободой, Валерием Меладзе, Верой Брежневой, Максом Барских, группой «Аквариум», MONATIK, Иваном Дорном и другими музыкантами.
После вторжения из планов МХТ имени А. П. Чехова исчезли премьеры тех, кто не поддерживал войну с Украиной, а в оставшихся спектаклях были удалены имена неугодных режиссёров — Дмитрия Крымова, Кирилла Серебренникова и Александра Молочникова. Вместо них возле имени режиссёра стали писать не имя, а «РЕЖИССЕР». В январе 2023 года из-за антивоенной позиции из театра уволили народного артиста России Дмитрия Назарова и его жену, заслуженную артистку России Ольгу Васильеву. Генеральный директор Большого театра Владимир Урин подтвердил, что спектакли авторов, осудивших вторжение, в его театре убирают из репертуара, а их имена снимают с афиш.
В феврале 2023 года группу «Би-2» и «Сплин» убрали из участников фестиваля по саундтреку к «Брату-2» за их антивоенную позицию.

## Мнение властей о цензуре в России
В 2023 году, сотрудница Генпрокуратуры РФ, комментируя вопросы о преследовании журналистов, заявила, что в России «цензура запрещена», а закон «защищает журналистов». По ее словам, уголовные процессы против журналистов в стране связаны не с их деятельностью, а возбуждены из-за «общеуголовных преступлений, например, за мошенничество и шпионаж в пользу другой страны».
В 2024 году, пресс-секретарь Президента России Дмитрий Песков заявил, что «ограничивать распространение информации нельзя, но цензура необходима в нынешних военных условиях». «В состоянии войны, в котором мы находимся, ограничения оправданны, как и цензура оправданна, что греха таить. Мы в состоянии войны. Но когда война закончится, а любая война заканчивается миром, то должна быть полная свобода информации», — добавил Песков.